# Kuglački klub gluhih osoba Marjan Split
'Kuglački klub gluhih osoba "Marjan" (KKGO "Marjan"; KKGO "Marjan" Split) je kuglački klub iz Splita, Splitsko-dalmatinska županija. Republika Hrvatska. 
 
U sezoni 2019./20. klub se natjecao u "3. hrvatskoj kuglačkoj ligi - Jug", ligi četvrtog stupnja hrvatske kuglačke lige za muškarce. 

## O klubu
KKGO "Marjan" je osnovan 1998. godine kao kuglački klub za gluhe i nagluhe osobe pri "Splitskom Športskom savezu gluhih", te nastupa pretežno u natjecanjima za gluhe i nagluhe osobe. 
 
Od sredine 2010.-ih klub se također ligaški natječe u "3. HKL - Jug" i "2. HKL - Jug", u kojoj je klubu iznimno dopušten i nastup igračicama. 

## Pregled plasmana po sezonama
| sezona      | rang lige   | liga         | poz.        | klubova u ligi | ut          | pob         | ner         | por         | poen+       | poen-       | bod         | napomene                                              | izvori      |
| KKGO Marjan | KKGO Marjan | KKGO Marjan  | KKGO Marjan | KKGO Marjan    | KKGO Marjan | KKGO Marjan | KKGO Marjan | KKGO Marjan | KKGO Marjan | KKGO Marjan | KKGO Marjan | KKGO Marjan                                           | KKGO Marjan |
| ----------- | ----------- | ------------ | ----------- | -------------- | ----------- | ----------- | ----------- | ----------- | ----------- | ----------- | ----------- | ----------------------------------------------------- | ----------- |
| 2016./17.   | III.        | 2. HKL - Jug | 12.         | 12             | 22          | 0           | 0           | 22          | 5           | 171         | 0           |                                                       |             |
| 2017./18.   | IV.         | 3. HKL - Jug | 6.          | 6              | 20          | 0           | 0           | 20          | 11          | 149         | 0           |                                                       |             |
| 2018./19.   |             |              |             |                |             |             |             |             |             |             |             |                                                       |             |
| 2019./20.   | IV.         | 3. HKL - Jug | 5.          | 5              | 14          | 0           | 0           | 14          | 10          | 102         | 0           | liga prekinuta s odigravanjem zbog pandemije COVID-19 |             |
|             |             |              |             |                |             |             |             |             |             |             |             |                                                       |             |
|             |             |              |             |                |             |             |             |             |             |             |             |                                                       |             |

## Unutrašnje poveznice
- Hrvatski športski savez gluhih
- Kuglački klub Marjan

## Vanjske poveznice
- [neaktivna poveznica]
- [neaktivna poveznica]
- kuglanje.hr, KKGO Marjan
- sportilus.com, ŠPORTSKI KLUB ZA KUGLANJE MARJAN SPLIT
- sss.hr, Splitska savez športova, "Sportski godišnjaci"  Arhivirana inačica izvorne stranice od 12. lipnja 2020. (Wayback Machine)